# Баласана
Баласана (санскр. बालासन, также поза ребёнка или поза младенца) — асана в йоге.

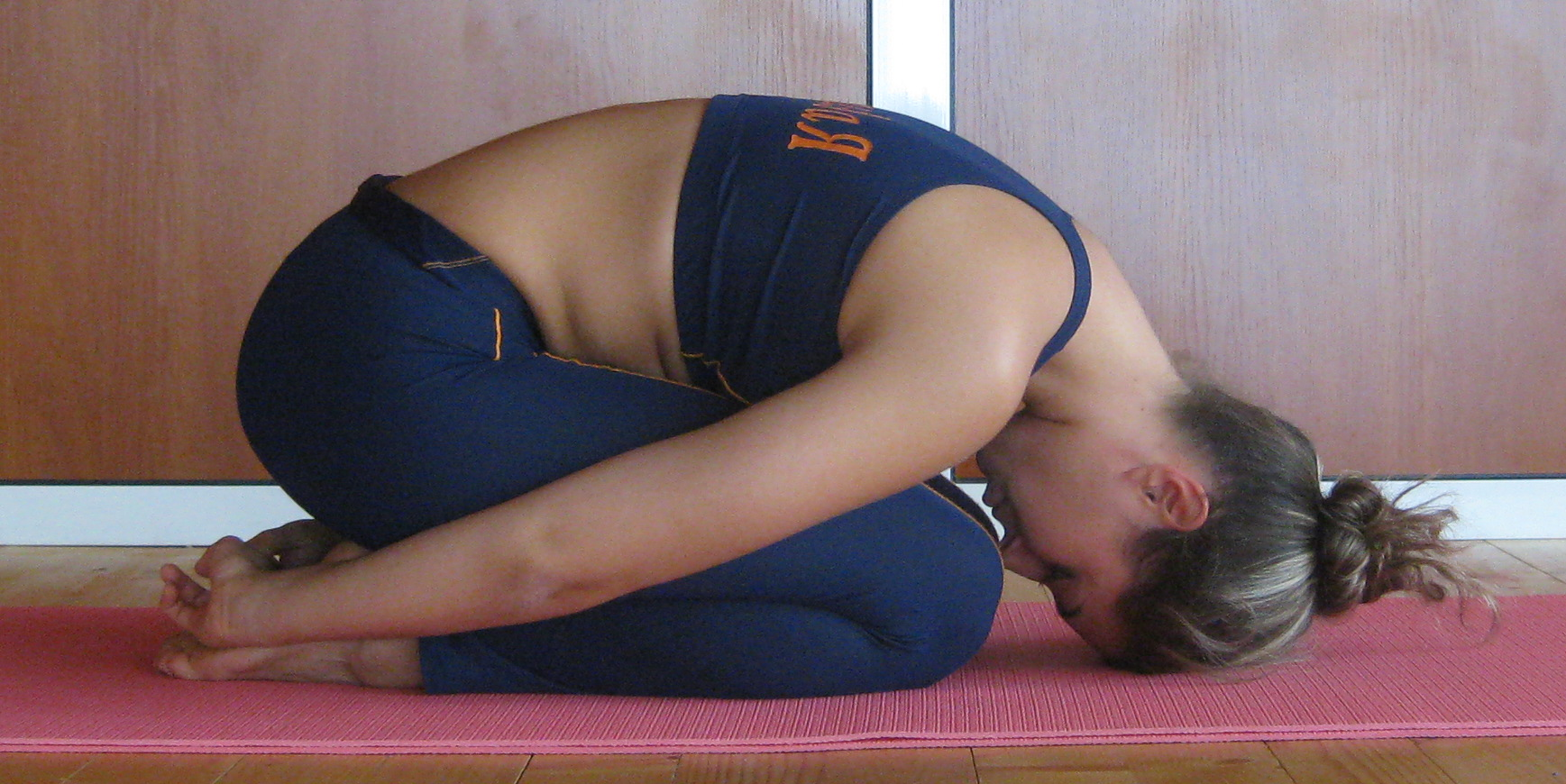
Баласана, или «поза ребёнка»

 Часто используется как контрасана (компенсирующая асана) после сильных поясничных прогибов. Часто исполняется до и после ширшасана.

## Название
Слово «баласана» состоит из двух санскритских слов: «бала» (बाल), что переводится как «ребенок»; и «асана» (आसन), что означает поза или сиденье. Название происходит от того факта, что это поза напоминает положение ребёнка в состоянии покоя. Расслабление и глубокое дыхание в баласане могут дать ощущение спокойствия и комфорта, как когда ребёнок отдыхает на руках у матери.

## Польза
Утверждается, что баласана растягивает мышцы спины, снимает напряжение с позвоночника, способствует вытяжению межпозвоночных дисков и избавляет от болей в спине. Способствует притоку крови к нервам и мышцам спины, что помогает восстанавливаться после напряжения.
Поза оказывает благотворное влияние и на органы брюшной полости, а глубокое дыхание в баласане способствует массажу грудной клетки, и выведению шлаков[неизвестный термин] из организма, помогает снизить жировые отложения, предотвратить запоры и дисбактериоз;
Баласана оказывает положительное влияние на органы малого таза, помогая в лечении заболевания половых органов; растягивает мышцы бёдер, коленей и лодыжек.
Кроме того, поза ребёнка успокаивает, снимает раздражительность, головные боли и мигрени.

## Техника выполенния
Из положения «на коленях» опустите лоб на пол расслабьте руки вдоль тела ладонями вверх.
Существуют облегченные варианты асаны:
- можно между задней поверхностью бедер и икрами положить болстер или плотно сложенное одеяло;
- если таз приподнимается от пяток, то можно развести колени на ширину бедер, пятки остаются соединенными вместе. Укладывайте торс между бедер, а ягодицы — на пятки.
- можно вытянуть руки вдоль тела.